# Заполье (Большедворское сельское поселение)
Заполье — деревня в Большедворском сельском поселении Бокситогорского района Ленинградской области.

## История
НОВОЕ (ЗАПОЛЬЕ) — деревня Горушинского общества, прихода села Дыми.  

Крестьянских дворов — 12. Строений — 26, в том числе жилых — 14. 

Число жителей по семейным спискам 1879 г.: 36 м. п., 38 ж. п.; по приходским сведениям 1879 г.: 36 м. п., 38 ж. п.

В конце XIX века — начале XX века деревня административно относилась к Большедворской волости 3-го земского участка 1-го стана Тихвинского уезда Новгородской губернии.

ЗАПОЛЬЕ (НОВОЕ) — деревня Горушинского общества, дворов — 16, жилых домов — 21, число жителей: 55 м. п., 54 ж. п.
 
Занятия жителей — земледелие, лесные заработки. Река Тихвинка. (1910 год)

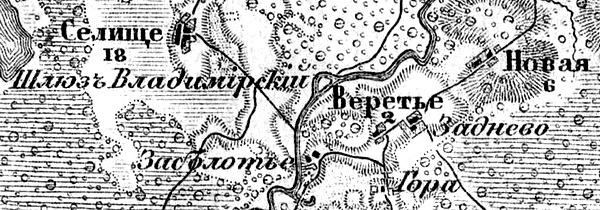
Деревня Заполье на карте 1913 года

Согласно карте Новгородской губернии 1913 года, деревня называлась Новая и насчитывала 6 крестьянских дворов.
С 1917 по 1918 год деревня входила в состав Большедворской волости Тихвинского уезда Новгородской губернии.
С 1918 года, в составе Череповецкой губернии.
С 1924 года, в составе Пригородной волости.
С 1927 года, в составе Большедворского сельсовета Тихвинского района.
В 1928 году население деревни составляло 105 человек.
По данным 1933 года деревня Заполье входила в состав Борковского сельсовета Тихвинского района.
С 1952 года, в составе Большедворского сельсовета Бокситогорского района.
С 1963 года, вновь в составе Тихвинского района.
С 1965 года, вновь в составе Бокситогорского района. В 1965 году население деревни составляло 50 человек.
По данным 1966, 1973 и 1990 годов деревня Заполье также входила в состав Большедворского сельсовета Бокситогорского района.
В 1997 году в деревне Заполье Большедворской волости проживали 11 человек, в 2002 году — 9 человек (все русские).
В 2007 году в деревне Заполье Большедворского СП проживали 3 человека, в 2010 году — 8.

## География
Находится в северо-западной части района на автодороге 41К-283 (подъезд к дер. Борки).
Расстояние до административного центра поселения — 7 км.
Ближайшая железнодорожная платформа — Дыми.
Деревня находится на левом берегу реки Тихвинка.

## Демография
| 1997 | 2002 | 2007 | 2010 | 2017 |
| ---- | ---- | ---- | ---- | ---- |
| 11   | ↘9   | ↘3   | ↗8   | ↘6   |